# شینسوکه ساتو
شینسوکه ساتو (佐藤 信介 Satō Shinsuke, زادهٔ ۱۶ سپتامبر ۱۹۷۰) فیلم‌ساز، فیلم‌نامه‌نویس و طراح بازی ویدئویی ژاپنی است. او کارگردان چندین فیلم لایو اکشن اقتباسی از مانگا و انیمه از جمله گانتز (۲۰۱۱)، من یک قهرمانم (۲۰۱۵)، بلیچ (۲۰۱۸)، اینویاشیکی (۲۰۱۸) و پادشاهی (۲۰۱۹) است.

## فیلم‌شناسی

### فیلم
| سال  | عنوان                                          | نقش                | توضیحات       | منابع |
| ---- | ---------------------------------------------- | ------------------ | ------------- | ----- |
| ۱۹۹۷ | لالایی توکیو                                   | فیلمنامه           |               |       |
| ۱۹۹۸ | تادون تو چیکو وا (بخش «تادون»)                 | فیلمنامه           |               |       |
| ۲۰۰۰ | زاوا زاوا شیموکیتا ساوا                        | فیلمنامه           |               |       |
| ۲۰۰۰ | گل آفتابگردان                                  | فیلمنامه           |               |       |
| ۲۰۰۱ | تیغه شاهزاده خانم                              | کارگردان، فیلمنامه |               |       |
| ۲۰۰۲ | راک ان رول میشین                               | فیلمنامه           |               |       |
| ۲۰۰۳ | هفتمین سالگرد                                  | فیلمنامه           |               |       |
| ۲۰۰۵ | عشق برف پاییزی در بهار، یا برف بهاری           | فیلمنامه           |               |       |
| ۲۰۰۵ | همه چیز دربارهٔ سگم                             | فیلمنامه           |               |       |
| ۲۰۰۶ | استار ریفورمر یا ستاره استان دولت              | فیلمنامه           |               |       |
| ۲۰۰۸ | ساعت شنی یا تاریخچه ماسه                       | کارگردان، فیلمنامه |               |       |
| ۲۰۰۹ | جزیره فراموشی: هاروکو و آینه جادویی            | کارگردان           |               |       |
| ۲۰۱۱ | گانتز                                          | کارگردان           |               | [ ۱ ] |
| ۲۰۱۳ | جنگ‌های کتابخانه                                | کارگردان           |               | [ ۲ ] |
| ۲۰۱۴ | پرسش چند منظوره کارشناس املاک: چشمان مونا لیزا | کارگردان           |               |       |
| ۲۰۱۵ | جنگ‌های کتابخانه: آخرین مأموریت                 | کارگردان           |               |       |
| ۲۰۱۶ | من یک قهرمانم                                  | کارگردان           |               | [ ۳ ] |
| ۲۰۱۶ | دفتر مرگ: دنیای جدید را روشن کن                | کارگردان           |               | [ ۴ ] |
| ۲۰۱۸ | بلیچ                                           | کارگردان، فیلمنامه |               |       |
| ۲۰۱۸ | اینویاشیکی                                     | کارگردان           |               | [ ۵ ] |
| ۲۰۱۹ | پادشاهی                                        | کارگردان، فیلمنامه |               | [ ۶ ] |
| ۲۰۲۲ | پادشاهی ۲: خیلی دور                            | کارگردان           |               | [ ۷ ] |
| ۲۰۲۳ | پادشاهی ۳                                      | کارگردان           |               | [ ۸ ] |
| TBA  | مدرسه قهرمانانه من                             | کارگردان           | فیلم آمریکایی | [ ۹ ] |

### مجموعه اینترنتی
| سال        | عنوان               | نقش                    | پلتفرم  | توضیحات | منابع |
| ---------- | ------------------- | ---------------------- | ------- | ------- | ----- |
| ۲۰۲۰–اکنون | آلیس در سرزمین مرزی | کارگردان، فیلمنامه‌نویس | نتفلیکس | ۲ فصل   |       |

## توسعه‌دهنده بازی ویدئویی
| سال  | بازی                      | نقش                         |
| ---- | ------------------------- | --------------------------- |
| ۲۰۰۲ | تکن ۴                     | توسعه‌دهنده سناریو و کاراکتر |
| ۲۰۰۵ | نینجای قرمز: پایان افتخار | همکار توسعه‌دهنده            |